# 轡田葵左
轡田 葵左（くつわだ きさ、1995年6月19日生）は、新潟県出身のプロサッカー選手。ポジションはFW、MF。EDO ALL UNITED在籍時には、コーチを兼任しGKとCB以外の全てのポジションで起用された。
2018年にアイルランド3部（en:Leinster Senior League (association football)）Ballymun Unitedから富山新庄クラブに入団、2020年に退団し、ONE TOKYO（後のEDO ALL UNITED）へ移籍。2021年にはカンボジア1部のソルティーロ・アンコールFCに移籍した。
その後モンゴル1部のトゥブ・アザルガヌウドFCを経てBTOPサンクくりやまに2022年シーズン途中加入。北海道サッカーリーグ優勝、第58回全国社会人サッカー選手権大会準優勝に貢献するも1シーズンで退団。2023年9月には再びトゥブ・アザルガヌウドFCに加入し、3試合で5得点を挙げた。

## 所属クラブ
- ユース
 小須戸SSS[2]
 グランセナ新潟FC[2]
 星稜高等学校[2][1]
- FC北陸[3]
- 2016年 - 2017年  Lingfield F.C.[5]
- 2017年 - 2018年  Ballymun United[5]
- 2018年 - 2020年  富山新庄クラブ[5]
- 2020年 - 2021年  ONE TOKYO / EDO ALL UNITED[5][6]
- 2021年  ソルティーロ・アンコールFC[4][5][8][6]
- 2021年 - 2022年  トゥブ・アザルガヌウドFC[5][8]
- 2022年 - 2023年  BTOPサンクくりやま[2][7]
- 2023年  トゥブ・アザルガヌウドFC[8]